# Лайрвик
Ла̀йрвик (на норвежки: Leirvik) е град в западната част на южна Норвегия. Разположен е в община Стор на едноименния остров Стор във фюлке Хордалан. Главен административен център на община Стор. Население 11 342 жители според данни от преброяването към 1 януари 2008 г.